# Shimanto
Shimanto (jap. 四万十市 Shimanto-shi) – miasto położone w południowo-zachodniej części prefektury Kōchi, w Japonii, na wyspie Sikoku.
Miasto powstało 10 kwietnia 2005 roku przez połączenie miasta Nakamura i wsi Nishitosa z powiatu Hata. Mieszkańcy posługują się dialektem Hata-ben (jap. 幡多弁). Przez miasto przepływa najdłuższa rzeka wyspy Sikoku – Shimanto o długości 196 km. 

## Populacja
Zmiany w populacji Shimanto w latach 1970–2015:
| Rok  | Populacja |
| ---- | --------- |
| 1970 | 39 379    |
| 1975 | 39 614    |
| 1980 | 40 315    |
| 1985 | 40 609    |
| 1990 | 40 066    |
| 1995 | 38 991    |
| 2000 | 38 784    |
| 2005 | 37 917    |
| 2010 | 35 933    |
| 2015 | 34 315    |